# Adam Lenkiewicz

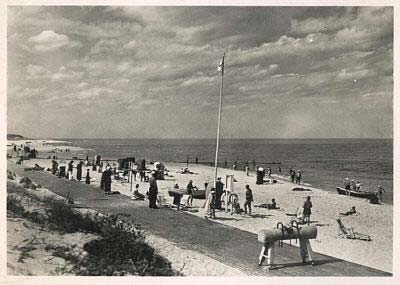
Zdjęcie plaży w Juracie autorstwa Adama Lenkiewicza

Adam Ambroży Lenkiewicz-Ipohorski herbu Kotwicz (ur. 7 grudnia 1888 w Telesznicy Oszwarowej, zm. 1941) – polski nauczyciel, filolog klasyczny, fotograf, działacz turystyczny.

## Życiorys
Był synem Władysława (1844-1907, powstaniec styczniowy, pracownik kolejowy) i Janiny. Jego rodzeństwem byli m.in. Włodzimierz (1877-1965, nauczyciel), Stefania Agnieszka (ur. 1885), Maria (1888-1948), Janina (1893-1971). Od 1906 roku studiował na Wydziale Inżynierii Politechniki Lwowskiej, a następnie przeniósł się na Wydział Filozoficzny Uniwersytetu Jana Kazimierza we Lwowie. Wykładał literaturę w Gimnazjum Żeńskim oraz Państwowej Szkole Technicznej (przeniesiony do tej szkoły w 1930). Od tego roku prowadził szkolną pracownię fotograficzno-filmową.
Od 1927 roku był Prezesem Lwowskiego Towarzystwa Fotograficznego. Był współzałożycielem i prezesem lwowskiego oddziału Polskiego Towarzystwa Tatrzańskiego (1928–1939). Od 1931 był członkiem Fotoklubu Polskiego. Opublikował liczne materiały na temat Gorgan, gdzie także przecierał i wytyczał szlaki turystyczne. Jego zdjęcia były podstawą serii widokówek, które były drukowane m.in. w formie zestawów, przez lwowską „Książnicę-Atlas”. Jego prace często były ilustracjami publikacji na temat Huculszczyzny, turystyki górskiej oraz Lwowa.
Podczas II wojny światowej członek ruchu oporu – organizował przerzuty polskich oficerów przez południową granicę. aresztowany przez NKWD 17 marca 1941. Dokładna data śmierci nie jest znana, według informacji otrzymanych przez rodzinę po wojnie przyjmuje się, że został rozstrzelany wraz z innymi więźniami w więzieniu przy ul. Łąckiego lub pod Lwowem po ewakuacji Sowietów na skutek zbliżania się wojsk niemieckich.
Miał wiele wystaw indywidualnych i zbiorowych. Fotografie Adama Lenkiewicza były prezentowane m.in. przez Muzeum Narodowe w Krakowie podczas wystawy „Na wysokiej połoninie. Sztuka Huculszczyzny – Huculszczyzna w sztuce” w 2011 roku.